# 曹冬
曹冬（1982年12月4日—）是一位中国连珠棋手，北京人。2002年8月，曹冬获得第一届全国五子棋邀请赛男子组季军，升为六段。2005年10月，曹冬获得第四届全国五子棋邀请赛男子冠军。2007年10月，曹冬获得第一届全国五子棋锦标赛冠军。2008年5月，曹冬代表中国队参加第7届世界连珠团体锦标赛，取得季军。2009年8月，曹冬参加第11届世界连珠锦标赛，取得季军。2010年5月，曹冬在第8届世界连珠团体锦标赛中，代表中国队获得冠军。2011年8月，曹冬在第12届世界连珠锦标赛中取得冠军。2018年5月，曹冬于第12届世界连珠团体锦标赛中，再次代表中国队取得冠军。2019年8月，曹冬在第16届世界连珠锦标赛中，再次取得冠军。截止2018年，曹冬共获得3次全国五子棋锦标赛冠军，以及3次全国五子棋团体锦标赛冠军。